# Юнго-Кушерга
Юнго-Кушерга (мар. Йынгы Кушыргы) — деревня в Горномарийском районе Республики Марий Эл. Входит в состав Еласовского сельского поселения.

## География
Находится в юго-западной части республики Марий Эл на расстоянии приблизительно 20 км на юг-юго-запад от районного центра города Козьмодемьянск.

## Название
Юнго-Кушерга а так же марийское Йынгы Кушыргы - имеет тюркские корни и переводится как "Новые Переселенцы", от тат. Яңа (чув.Çĕнĕ) - "Новый" и тат. Кочерга (чув.Куçарка) - "Переселять, Перемещать". 

## История
Известна с 1717 года, когда в деревне-общине «Юнга Кушурга» было 29 дворов (119 ясачных марийцев). В 1795 году в ней было 36 дворов (286 человек); в 1859 году — 58 дворов (290 человек); в 1897 году — 98 дворов (571 человек); в 1915 году — 114 дворов с населением в 622 человек. В 1919 году в деревне Юнга Кушерга в 126 дворах проживали 631 человек, а в 1926 году — 619 человек. В 2001 году здесь был 121 двор. В советское время работали колхозы «Борец», «У жера» (Новая заря), позднее СПК «Еласовский».

## Население
Население составляло 238 человек (горные мари 95 %) в 2002 году, 218 в 2010.

## Известные жители
- Амельченко Анатолий Дмитриевич (1940—2005) — советский и российский деятель культуры, кинорежиссёр. Организатор и руководитель киностудии «Юнга-фильм» Горномарийского района Марий Эл (1973―2005). Заслуженный работник культуры Российской Федерации (1992). Лауреат Премии Марийского комсомола имени Олыка Ипая (1988).
- Миронова Елена Ивановна (1921—2003) —  свинаркаколхоза «За мир» / «Коммунизм» Горномарийского района Марийской АССР (1936―1975). Герой Социалистического Труда (1971). Кавалер ордена Ленина (1971).